# فهرست شخصیت‌های حمله به تایتان
در زیر فهرستی از شخصیت‌های این انیمه درباره
حمله به تایتان (進撃の巨人، Shingeki no Kyojin، با معنی لغوی غول‌های در حال پیشروی) آمده است. نویسنده و طراح این مانگا، هاجیمه ایسایاما می‌باشد. از روی این مانگا، انیمه‌ای با همین نام و همین شخصیت‌ها ساخته شده است.

## شخصیت‌های اصلی

ارن یگر در حال مبارزه با تایتان غول‌پیکر در بالای دیوار شهر تروست. جلد اولین فصل (قسمت) مانگای حمله به تایتان.

### ارن یگر
ارن یگر یا ارن یاگر (Eren Yeager): شخصیت اصلی مجموعه حمله به تایتان است. او تنها فرزند گریشا و کارلا یگر، همین‌طور برادر ناتنی و جوان‌تر زیک یگر است. ارن یگر همچنین نگهدارنده تایتان بنیادی و تایتان حمله و تایتان پتک (در فصل ۴) است. آرمان‌گرا، سرسخت، ستیزه‌جو، کسی که بدون تفکر و آنی عمل می‌کند. او می‌خواهد که تمام تایتان‌ها را نابود کند. ارن در ناحیه شیگانشینا به دنیا آمد و پرورش یافت، مکانی که در جنوبی‌ترین مرز دیوار ماریا واقع شده است. او تا سال ۸۴۵ در آنجا زندگی کرد تا این که تایتان عظیم‌الجثه و تایتان زره‌پوش به این دیوار رخنه کردند. این رویداد باعث شد تا سیلی از تایتان‌ها وارد شهر شوند و آنجا را نابود کنند. ارن در این نقطه شاهد مرگ مادرش و بلعیده شدن او توسط تایتانی خندان بود. این اتفاق باعث شد تا ارن یگر تنفر شدیدی نسبت به تایتان‌ها پیدا کند، او سوگند خورد تا تمام آن‌ها را از روی زمین پاک کند. در ۹ سالگی، دو دزدی را که خانواده میکاسا را به قتل رسانده بودند کشت تا میکاسا را نجات دهد. او نفر پنجم در گروه آموزشی خود بود بدون اینکه استعداد خاصی داشته باشد. پس از مرگ مادرش تنها هدفش نابودی تایتان‌ها بود که زندگی او را به پیش می‌برد. او در ابتدا کنترل کمی بر تایتان خود داشت، اما به مرور زمان قابلیت‌های خود را گسترش داد. هنگام برخورد دوباره با تایتانی که مادرش را کشته بود، قابلیت جدید کنترل دیگر تایتان‌ها را از خود بروز داد. به گفتهٔ هاجیمه ایسایاما، وی بدن تایتان ارن را از روی هنرمند رزمی کار میان‌وزن، یوشین اوکامی (Yushin Okami) طراحی کرده است.

### میکاسا آکرمن
میکاسا آکرمن (Mikasa Ackerman): دختری است که در خانواده یگر بعد از مرگ والدینش زندگی می‌کند. او در لشکر دانشکده افسری ۱۰۴ام به بهترین فرد کلاس خود تبدیل شد و بعدها برای حفاظت از ارن به دسته دیدبانی پیوست. میکاسا از خاندان «آکرمن» ها می‌باشد که دارای قدرت جسمی فوق‌العاده‌ای هستند. از هفت خاندان شناخته شدهٔ آکرمن، فقط میکاسا و لیوای زنده مانده‌اند. او معمولاً ساکت و گوشه‌گیر است مگر اینکه برای ارن یگر خطری وجود داشته باشد. میکاسا از پدری با اصل و نسب آکرمن و یک مادر شرقی (آسیایی) متولد شد. او قبل از مرگ پدر و مادرش همراه با آن‌ها در مزارع دیوار ماریا زندگی می‌کرد. زمانی که میکاسا آکرمن یک کودک بود، مادرش به او شیوه گل‌دوزی آسیایی را آموخت. از آنجایی که این مادر و دختر آخرین افراد مربوط به نژاد خود بودند، ارزش بالایی برای قاچاقچیان انسان داشتند. زمانی که میکاسا نه سال داشت این راهزنان اقدام به کشتن پدر و مادر او کردند و میکاسا را برای فروش به عنوان برده به پایتخت بردند. میکاسا توسط ارن نجات پیدا کرد، پسربچه‌ای که دوتا از این راهزنان را فریب داد و کشت. با این حال ارن توسط یک راهزن دیگر گرفتار شد در حالت خفگی قرار گرفت. ارن در این زمان از میکاسا خواست تا با راهزنان مقابله کند. اگرچه میکاسا ابتدا وحشت‌زده بود اما کمی بعد بر ترس خود غلبه کرد و آن راهزن را ناکار کرد. زمانی که پدر ارن همراه با پلیس نظامی به محل رسید، میکاسا با پیشنهاد پدر ارن قبول کرد تا به خانواده آن‌ها بپیوندد. این رویداد باعث شد تا غرایز مبارزه‌طلبانه و اعتماد به نفس میکاسا بالا رود و بعدها به یک سرباز توانمند تبدیل شود. او تا زمان تخریب دیوار ماریا توسط تایتان عظیم‌الجثه در کنار خانواده ارن و در ناحیه شیگانشینا زندگی می‌کرد. اگرچه میکاسا فقط خواستار یک زندگی صلح‌آمیز در کنار ارن بود، اما او تصمیم گرفت تا برای برای محافظت از آخرین فرد خانواده خود، یعنی ارن یِگر و همچنین به خاطر قولی که به مادر ارن داده بود، همراه وی وارد ارتش شود. او پس از مرگ خانواده‌اش شخصیتی سرد و خشک پیدا کرده و کمتر پیش می‌آید احساساتش را نشان دهد و معمولا به خاطر ارن احساساتی می‌شود و به او علاقه‌ای شدید دارد.

### آرمین آرلرت
آرمین آرلرت (Armin Arlert): نزدیک‌ترین و صمیمی‌ترین دوست ارن و میکاسا. او از لحاظ بدنی، کمی ضعیف است اما تفکر استراتژیک او در بسیاری از موارد، جان ارن و میکاسا و همچنین افراد دیگر را نجات داده است. او همیشه خود را به‌دلیل ضعفش و وابسته بودن به ارن و میکاسا سرزنش می‌کند. آرمین کسی بود که خوی حیوانی تایتان ارن را کنترل کرد و تایتان ارن را به یاد مأموریت‌اش هنگام بستن سوراخ دیوار تروست انداخت. بدن او نسبت به استانداردهای فیزیکی سربازان بسیار پایین است اما در دوران آموزشی در دوره‌های تئوری بسیار خوب عمل کرد. با گذشت داستان، اعتمادبه‌نفس او بیشتر می‌شود و نقشه‌های عالی، تاکتیک‌ها و نتیجه‌گیری‌های درخشان او افسران عالی‌رتبه را تحت تأثیر قرار داده و باعث می‌شود که به نظرات او احترام بگذارند. بعد از نبرد در ناحیه شیگانشینا او قدرت تایتان‌ها را از برتولت هوور گرفت و تبدیل به تایتان عظیم‌الجثه شد. آرمین آرلرت در ابتدا در ناحیه شیگانشینا از دیوار ماریا زندگی می‌کرد. بعد از این که والدین او در یک اقدام برای فرار از دیوارها کشته شدند، آرمین از آن پس با پدربزرگش زندگی کرد.
آرمین و دوستش ارن یگر از آنجا که توسط دیگر بچه‌های شهر طرد شده بودند با هم متحد شدند. یک روز آرمین کتابی را کشف کرد که متعلق به پدربزرگش بود و در این کتاب دنیای بیرون از دیوارها توصیف شده بود. آرمین تحت تأثیر این کتاب قرار گرفت و آن را به ارن نشان داد. او اغلب در مورد دنیای بیرون کنجکاو بود و با شور و اشتیاق در مورد آن با ارن صحبت می‌کرد. آرمین آرلرت با خواندن کتاب پدربزرگش در مورد اقیانوس‌های شور، صحراها، و دیگر مکان‌ها این آرزو را در سر داشت تا روزی با چشمان خودش بتواند این مکان‌ها را ببیند. این علاقه آرمین نسبت به دنیای بیرون باعث شده بود تا قلدران محلی به طور مکرر او را مورد آزار و اذیت قرار دهند و او را فردی کج اندیش تلقی کنند.

## آموزش‌دیدگان دسته ۱۰۴اُم
برخی از آموزش‌دیدگان دسته ۱۰۴اُم چنین‌اند.

### راینر براون
راینر براون (Reiner Braun): رتبه دوم را در بین فارغ‌التحصیلان دسته ۱۰۴اُم به‌دست آورد. او دارای بدن تنومندی است و توانست اعتماد کامل هم‌رزمان خود را به‌دست بیاورد. بعدها مشخص شد که او همان تایتان زره‌پوشی است که به همراه تایتان غول‌پیکر باعث سقوط دیوار ماریا شد. او پس از مدتی به علت همراهی و دوستی با سایر سربازان دسته ۱۰۴اُم، دچار پریشانی روانی گریز گسسته شد که باعث به‌وجود آمدن دو شخصیت راینر تایتان زره‌پوش و راینر سرباز شد. به نظر می‌رسد او در نهایت توانست کنترل خود را دوباره به‌دست بگیرد. او به همراه برتهولت و آنی به درون دیوارها نفوذ کرده‌اند تا بتواند چیزی را که به آن هماهنگی (The coordinate) می‌گویند را پیدا می‌کنند که بعدها مشخص می‌شود همان قدرت کنترل تایتان‌هاست و به نظر می‌رسید که ارن با آن ارتباطی داشته باشد. مشخص می‌شود که ارن این قدرت را دارد.

### برتولت هوور
برتولت هوور (Bertholets Hoover): رتبه سوم را در بین فارغ‌التحصیلان دسته ۱۰۴اُم به‌دست آورد. در انواع درگیری‌های تن‌به‌تن زبردست است اما اعتماد به نفس پایینی دارد و چندان علاقه‌ای ندارد در چشم دیگران خودنمایی کند. مشخص می‌شود که او همان تایتان ۶۰ متری یا عظیم‌الجثه است که به همراه تایتان زره‌پوش، دیوار ماریا را خراب کردند. راینر یکبار به او می‌گوید که بهتر است علاقه خود به آنی را به زبان بیاورد. (او از نگاه‌های مداوم برتولت به آنی متوجه این مسئله شده بود)

### آنی لئونهارت
آنی لئونهارت (Annie Leonhart): رتبه چهارم را در بین فارغ‌التحصیلان دسته ۱۰۴اُم به‌دست آورد. او دختری سرسخت است که به‌دست پدرش در مبارزه تن‌به‌تن آموزش دیده و در این امر زبردست شده است. او همیشه تنها عمل می‌کند. آرمین بالاخره متوجه می‌شود که او همان تایتان زن است و در نبردی که در شهر رخ می‌دهد، تایتان زن از تایتان ارن شکست می‌خورد و آنی تمام بدن خود را در کریستالی سخت منجمد می‌کند که هیچ‌کس قادر شکستن آن نیست. او همشهری برتولت و راینر است و علاوه بر تنهایی‌اش، مشخص می‌شود که دوست نزدیک مینا کارولینا بوده است.

### جان کریستین
جان کریستین (Jean Kirstein): رتبه ششم را در بین فارغ‌التحصیلان دسته ۱۰۴اُم به‌دست‌آورد. او بسیار دربارهٔ جنگ با تایتان‌ها بدبین است. نسبت به میکاسا احساس علاقه‌ای دارد و در ابتدای داستان به توجه بیش از حد او به ارن حسادت می‌کرد. او در به‌کارگیری چرخ‌دنده مانور عمودی مهارت دارد و همیشه جایگاه خود را به اشخاص مختلف ثابت می‌کند. همیشه آدم شتابزده‌ای است و سر جنگ با دیگران را دارد. او به ملحق شدن به نیروهای پلیس نظامی و زندگی امن در دیوارهای داخلی علاقه دارد اما پس از مرگ دوستش مارکو، در نبرد تروست، به نیروهای لشکر پیشرو می‌پیوندد. او جزو قدرتمندترین سربازان عادی (بدون قدرت تایتان یا آکرمن) است.

### مارکو بوت
مارکو بوت (Marco Bott): رتبه هفتم را در بین فارغ‌التحصیلان دسته ۱۰۴اُم به‌دست‌آورد. از منطقه جینائه بود و می‌خواست به نیروهای پلیس نظامی ملحق شود تا به پادشاه خدمت کند اما در نبرد تروست، راینر، برتولت و آنی، بعد از اینکه مارکو به برتولت و راینر شک کرد، دستگاه مانور سه بعدی اش را از او گرفتند تا غولی که در آن نزدیکی بود او را ببلعد. او دوست نزدیک آرمین و جان بود.

### کنی اسپرینگر
کنی اسپرینگر (Connie Springer): رتبه هشتم را در بین فارغ‌التحصیلان دسته ۱۰۴اُم به‌دست آورد. از منطقه راگاکو در دیوار رز آمده است. او چندان هوش بالایی در نتایج دوره آموزشی از خود نشان نداد اما با این حال در کارهایش موفق است. او از دیدن اراده ارن برای پیوستن به نیروهای لشکر پیشرو تهییج شده و می‌خواست به این نیروها بپیوندد اما پس از اینکه دید آنی به نیروهای پلیس نظامی ملحق می‌شود نظرش عوض شد. اما با این حال در انتها به نیروهای لشکر پیشرو پیوست. در فصل دوم انیمه غول حیوانی اعضای دهکدهٔ او، از جمله مادر و خانواده اش را تبدیل به غول کرد! در فصل چهار او از نظر ظاهری تغییراتی داشته. در فصل یک موهای کوتاه و قدی کوتاه داشت ولی در فصل چهار توانایی او در جنگ افزایش یافته و قد او بلندتر شده.
او شخصیتی دوستانه دارد و از دوستان نزدیک ساشا و جان کرشتاین است. او از سر و کله زدن با دوستانش لذت می‌برد و از بیان عقایدش نیز لذت می‌برد از ویژگی‌های بارز او می‌توان گفت که او همیشه سعی می‌کند از دوستانش محافظت کند و به آن‌ها کمک کند. در فصل ۳ هنگام مبارزه با تایتان زره پوش در منطقه شیگانشینا هنگامی که تایتان زره پوش ساشا را زخمی کرد او ساشا را گرفت و از سقوط او جلوگیری کرد و اورا نجات داد.
توانایی او در جنگ و مبارزه در فصل چهار افزایش یافته و می‌توان گفت که در استفاده از ابزار مانور سه بعدی توانایی دارد.

### ساشا براوس
ساشا براوس (Sasha Bruse): رتبه نهم را در بین فارغ‌التحصیلان دسته ۱۰۴اُم به‌دست آورد. او را با لقب دختر سیب‌زمینی می‌شناسند چون در جریان یکی از تمرینات، مافوق‌ها او را در حال بلع سیب‌زمینی پخته دیدند. ساشا بسیار خوش اشتهاست و به غذا عشق می‌ورزد. آشپزی مارلیایی به نام نیکولو عاشق اوست. صمیمی‌ترین دوستان ساشا، کنی و جان هستند. در کار با چرخ‌دنده مانور عمودی وارد است. یک شکارچی از کوه‌های منطقه دوآپا است. در مکالمه‌ای که بین او و پدرش صورت می‌گیرد پدرش به او می‌گوید که ممکن است مردمشان از رسوم شکار گذشته خود دست بکشند و به کشاورزی روی بیاورند تا بتوانند جمعیت زیادی مهاجران دیوار ماریا را حمایت کنند. متوجه می‌شویم که در به‌کارگیری تیر و کمان مهارت دارد؛ او با تیر و کمان، تایتانی سه متری را از پای درمی‌آورد. ساشا در نهایت به دست گبی کشته می‌شود.

### هیستوریا ریس
هیستوریا ریس (historia reiss) رتبه دهم را در بین فارغ‌التحصیلان دسته ۱۰۴اُم به‌دست آورد. نام مستعار او کریستا لنز هست (krista lenz) است و با نام کریستا لنز به ارتش پیوسته است. دختری زیبا و مهربان که به کمک به دیگران توجه بسیاری دارد. بیشتر وقت خود را با یمیر می‌گذراند. او به‌دلیل گمانه‌زنی‌هایی دربارهٔ اینکه دختر نامشروع رئیس خاندان ریس است از این خاندان بیرون رانده شده و با نام مستعار به نیروهای آموزشی دسته ۱۰۴اُم ملحق شد. او پیشتر از خاندان اشرافی ریس بوده که اسرار باستانی پیرامون سرچشمه واقعی و طبیعت تایتان‌ها را می‌دانند؛ به همین دلیل است که راینر و برتولت نقشه دزدیدن او را می‌کشند و یمیر هم در این امر به آن‌ها کمک می‌کند. اما درنهایت یمیر با او خداحافظی می‌کند و کریستا پس از شناسایی هویت اصلی‌اش (هیستوریا) ملکه پارادایس می‌شود.

### یمیر
یمیر (Ymir): یکی از افراد آموزشی دسته ۱۰۴اُم و نزدیک‌ترین دوست کریستا. او نیز همچون ارن قادر به تبدیل شدن به تایتان است. اگرچه تایتان او تنها ۷ متر طول دارد اما با این حال بسیار چابک است و تنها با سرعت، پنجه‌ها و دندان‌هایش توانایی کشتن تایتان‌های بزرگتر از خود را دارد. او اعتراف می‌کند که از انسان بودن و دوستی با کریستا خیلی خوشحال بوده و پیش از انسان شدن، به مدت ۶۰ سال تایتانی سرگردان در خارج از دیوار ماریا بوده است. هنگام نفوذ رینر و برتهولت به میان انسان‌ها، دوست نزدیک آن‌ها را خورده و از آن زمان قدرت تبدیل شدن به انسان‌ها و قدرت تایتان آرواره را به‌دست آورده است. یمیر در گذشته یک گدا بوده و نامی نداشته. تا اینکه مردی نام او را یمیر می‌گذارد.

### توماس واگنر
توماس واگنر (Thomas Wagner):

### مینا کارولینا
مینا کارولینا (Mina Carolina): دختری از منطقه تروست. بعد از شنیدن سخنان ارن در پایان دوره آموزشی، تصمیم گرفت به نیروهای لشکر پیشرو بپیوندد. او در هنگام حمله تایتان غول‌پیکر به منطقه تروست، به تمیز کردن توپ‌های ثابت بالای دروازه اصلی شهر مشغول بود پس از حمله به اسکادران ۳۴اُم فرستاده شد و در حین عزیمت برای پشتیبانی افراد پیشرو، میله مانورش به‌دست تایتانی گرفته شد و باعث برخورد او با زمین و بیهوشی‌اش شد؛ لحظاتی بعد به‌دست همان تایتان خورده شد.

### فرانز کافکا
فرانز (Franz Kefka): یکی از افراد آموزشی دسته ۱۰۴اُم. معمولاً در دعواهای میان جین و ارن به عنوان میانجی وارد می‌شود. او با هانا در رابطه است و بیشتر وقت‌ها با او دربارهٔ مسائل پیش‌پا افتاده مشاجره می‌کند. ارن، او و هانا را زن و شوهر احمق می‌نامد. در جریان نبرد تروست، تایتانی نیمه پایینی بدن او را از بین برده و می‌میرد. هانا با پریشانی و در اوج وحشت سعی می‌کند با ماساژ قلبی و تنفس مصنوعی او را دوباره زنده کند.

### هانا دیامانت
هانا دیامانت (Hannah Diamant): یکی از افراد آموزشی دسته ۱۰۴اُم. او با فرانز در ارتباط بود. پس از مرگ فرانز در نبرد تروست، نمی‌توانست مرگ او را قبول کند و می‌خواست هرطور که شده او را دوباره به زندگی برگرداند.

## گاریسون (نیروهای مستقر)
نیروهای گاریسون (駐屯兵団 Chūton Heidan) نیروهایی هستند که در شهرها مستقر هستند و از دیوارها محافظت می‌کنند. به علت کمی تعداد نیروهای پلیس نظامی (Military Police Brigade) و نرخ بالای تلفات در سپاه پیشرو (Survey Corps)، افراد گاریسون بیشترین تعداد نیروهای نظامی را دارا هستند. پیش از سقوط دیوار ماریا، افراد این لشکر، تنبل، غیرمنظم و تا حدی غیرقابل اعتماد بودند. اما پس از سقوط دیوار ماریا، دوباره آمادگی خود را به‌دست آورده و در کنار نیروهای لشکر پیشرو از قابل اعتمادترین بخش‌های نظامی شده‌اند. نشان این لشکر، دو گل رز بر زمینه یک سپر است.

### هانس
هانس (Hannes) سرباز گاریسونی که در شهر شیگانشینا جان ارن و میکاسا را نجات داد و بعدها به مقام فرماندهی بخشی از نیروهای گاریسون رسید. او خود و خانواده‌اش را مدیون خانواده یگر می‌داند که آن‌ها را از بیماری مهلکی نجات داده بود. (پدر ارن یگر پزشک بود) هانس و افرادش در عملیات نجات ارن از دست رینر و برتهولت، با نیروهای لشکر پیشرو همراه بودند. هانس پس از دیدن دوباره تایتانی که مادر ارن را کشته بود به تایتان حمله کرد ولی به‌دست تایتان کشته شد.

### دات پیکسیس
دات پیکسیس (ドット・ピクシス Dotto Pikushisu) (Dot Pixis) بالاترین فرمانده نیروهای نظامی منطقه جنوب. با اینکه بیشتر افراد او را فردی غیرعادی که بیشتر اوقات مست است می‌بینند اما او همیشه به فکر نیروهای تحت فرمانش و مردمی که باید از آن‌ها مراقبت کند است. پس از سوراخ شدن دیوار تروست و شنیدن خبر تبدیل شدن ارن به تایتان، او و مردانش بلافاصله برای جلوگیری از تیرباران ارن به‌دست فرمانده ویلمن، به منطقه وارد می‌شوند. پس از دیدن قدرت ارن و احتمال کمک او به بستن سوراخ دیوار، او نیروهایش را که در فکر فرار بودند متحد کرد تا به ارن کمک کنند.
در پستی که ایسایاما در سال ۲۰۱۰ در وبلاگش نوشت، گفته که شخصیت پیکسیس را از روی آکییاما یوشیفورو، ژنرال نیروی دریایی امپراتوری ژاپن برداشت کرده است.

### کیتز ویلمن
کیتز ویلمن (Kitz Weilman) فرمانده نیروهای گاریسون منطقه تروست. او چهره‌ای اصلاح‌نشده و عبوس داشت. در انیمه، هنگامی که دیوار تروست سوراخ شد و تایتان‌ها به درون شهر نفوذ کردند، تعدادی از نیروهای آموزشی را برای دفاع از واحد ذخیره سوخت گذاشت و خود و افرادش به محل امن داخلی دیوار رز فرار کردند.

### یان
یان (Ian) بالاترین افسر نیروهای برگزیده در عملیات بازپس‌گیری شهر تروست. او فرماندهی عملیات را برعهده داشت و پس از اینکه دید ارن به خود آمده و در حال رفتن برای مسدود کردن سوراخ دیوار رز است خود را برای نجات یکی از همرزمانش قربانی کرد و کشته شد.

## نیروهای لشکر پیشرو
لشکر پیشرو (Survey Corps)، نیروهای اعزامی هستند که در منطقه تایتان‌ها در بیرون از دیوارها با آن‌ها می‌جنگند. هدف اصلی مأموریت‌های این لشکر، شناخت سرچشمه پیدایش تایتان‌ها، انگیزه آنها، نقاط ضعف و در کل هر اطلاعات دیگری که به مبارزه انسان‌ها علیه آن‌ها کمک کند. پس از سقوط دیوار ماریا، یکی از اهداف مهم آن‌ها بازپس‌گیری دوباره این دیوار شد. نیروهای این لشکر از شجاع‌ترین، زبده‌ترین و باانگیزه‌ترین نیروهای مبارز در میان انسان‌ها هستند. نشان این لشکر دو بال سیاه و سفید همپوشان است که آن را بال‌های آزادی (Wings of Freedom) می‌نامند چرا که هدف این لشکر آزادی انسان‌ها از چنگال تایتان‌هاست.

### اروین اسمیت
اروین اسمیت (Erwin Smith) فرمانده نیروهای لشکر پیشرو که آخرین عملیات بیرون دیوار ماریا را پیش از سقوط آن برعهده داشت. پس از اینکه فهمید خائنینی در میان نیروهای نظامی وجود دارند، ۵۷امین عملیات گسترده خارج از دیوار را برای شناسایی خائنین و دستگیری آن‌ها انجام داد. او تمام اهداف عملیات را حتی از مورد اعتمادترین افرادش مخفی کرد. بیشتر نیروهای لشکر پیشرو در این عملیات کشته شدند. پس از ربوده‌شدن ارن به دست برتهولت و راینر، او فرماندهی تیمی مرکب از نیروهای لشکر پیشرو، گاریسون و پلیس نظامی را برعهده گرفت تا ارن را نجات دهند که در این عملیات دست راستش توسط یک تایتان کنده شد. او علاوه براینکه استراتژیست زیرکی است، سرباز مبارز ماهری نیز است، به نحوی که بدون دست راست خود نیز توانست تایتانی را از پای درآورد. رؤیای اروین دیدن حقایق زیرزمین خانه گریشا یگر و بشریت احتمالی خارج از دیوار بود. بعدها در عملیات نهایی بازپس‌گیری ماریا، جان خود را از دست داد.

### هانجی زوئه
هانجی زوئه (Zoë Hange) دانشمندی است که یکی از افراد لشکر پیشرو بوده و دربارهٔ تایتان‌ها مطالعه می‌کند. او ترسی از آن‌ها نشان نمی‌دهد. از نظر همرزمانش بسیار عجیب است و تنها تعدادی از آن‌ها می‌توانند علاقه وصف‌ناپذیر او به تایتان‌ها را تحمل کنند. او در گذشته از تایتان‌ها متنفر بوده اما پس از مرگ یکی از همرزمانش به نام ایلسه، نگاه خود به تایتان‌ها را تغییر می‌دهد. هانجی شخصی بود که اطلاعات مربوط به تایتان‌ها را کشف کرده و به نتایج مهمی می‌رسید. او علاوه بر مسئولیت تحقیق دربارهٔ تایتان‌ها در نیروهای لشکر پیشرو، سلاح‌هایی جدید نیز تولید کرده است. از جمله سلاحی که برای شلیک بی‌شمار طناب آهنی به تایتان درست کرد تا بتواند با آن تایتان زن را دستگیر کنند و نیزه تندر که برای آسیب رساندن به زره‌های تایتان زره پوش ساخت. هانجی بسیار پر انرژی بوده و علاقه‌مند به انجام آزمایش روی تایتان هاست. وی همچنین از شوخی و حرص دادن لیوای لذت می‌برد. لیوای او را چهارچشم صدا می‌زند. او جانشین اروین اسمیت در لشکر پیشرو بود و پس از مرگ اروین، جای او را گرفت. هانجی در فصل چهارم به عنوان جانشین اروین و فرماندهٔ جدید هنگ اکتشاف حضور دارد. مدتی بعد مقام خود را به آرمین آرلرت واگذار می‌کند و در نهایت به طرز ناراحت‌کننده ای کشته می‌شود (برای خریدن زمان برای فراری دادن دوستان خود، به دست تایتان‌های درون دیوار کشته می‌شود).

### ایلسه لانگنار
ایلسه لانگنار (イルゼ・ラングナー Iruze Rangunā) (Ilse Langnar) از افراد لشکر پیشرو بوده که در هنگام انجام وظیفه کشته شده است. او قبل از مرگش دفترچه یادداشتی داشته که در آن مطالبی از برخورد او با تایتانی آمده که می‌توانسته حرف بزند. آن تایتان شخصی با نام یمیر را می‌شناخته و ابتدا فکر کرده که ایلسه همان یمیر است. اما پس از مدتی که فهمیده او یمیر نیست، ایلسه را کشته و خورده است. هانجی این دفترچه را خواند و از آن زمان به تایتان‌ها علاقه‌مند شد. این داستان در بخش «دفترچه ایلسه» (イルゼの手帳 Iruze no Techō) (Ilse's Notebook) آمده است.

### جوخه عملیات ویژه
جوخه عملیات ویژه (Survey Corps Special Operations Squad)، سربازان زبده‌ای بودند که به‌دست لیوای برای محافظت از ارن در هنگام عملیات خارج از دیوار رز انتخاب شدند.

#### لیوای آکرمن
لیوای آکرمن (levi acerman) را به عنوان قویترین سرباز بشریت و فرمانده نیروهای زبده لشکر پیشرو می‌شناسند. او فردی شجاع، نفوذناپذیر و بی‌پرده است. او به نظم و ساختار نظامی احترام زیادی می‌گذارد. او به افراد زیردستش اهمیت بسیار می‌نهد و از مرگ و تلفات آن‌ها تحت تأثیر قرار می‌گیرد. او به تمیز و مرتب بودن اهمیت زیادی می‌دهد و نوشیدن چای را دوست دارد.
مادر او فردی لاابالی بود که روزی جسدش توسط برادرش یعنی کنی آکرمن پیدا شد. کنی آکرمن دایی لیوای، به کنی قاتل مشهور است. کنی همچنین لیوای را که در شرایط نامناسب فیزیکی در جلوی تخت مادرش یافت.
کنی تصمیم گرفت از لیوای مراقبت کند. او چیزهایی که بلد بود را به لیوای یاد داد و او را بزرگ کرد: به او مهارت‌های استفاده از چاقو را آموخت و نحوه رفتار در شرایط مختلف را یاد داد. لیوای نیز به عنوان یکی از اعضای خانواده آکرمن یادگرفت که چطور از قدرت درونی خود بهره ببرد.
با گذشت زمان کنی هر آنچه که می‌دانست را به لیوای آموخت، با این حال او خود را شخص مناسبی به عنوان یک پدر برای لیوای نمی‌دانست. در یک روز که لیوای یک مبارزه را با کس دیگری انجام داد و در آن پیروز شد، کنی با خشنودی از این که لیوای مهارت‌های مورد نیاز برای زنده ماندن در شهر زیرزمینی را آموخته، او را ترک کرد.
لیوای بیشتر عمر خود را در زیر زمین گذراند. او به همراه دوستانش، فارلان و ایزابل از تجهیزات مانور سه بعدی استفاده می‌کرد و همین باعث شد اروین اسمیت به سمت او کشیده شود و او را در گروهش استخدام کند. لیوای ابتدا قصد کشتن اروین را داشت، اما با مرگ دوستانش و متوجه شدن اشتباهش در کشتن او، دست از کار کشید و با او همراه شد. به گفته هاجیمه ایسایاما، لیوای احساساتی‌ترین شخصیت داستان است اما قوی‌تر از آن است که احساساتش را نشان دهد.
لیوای پس از مرگ اروین در مأموریت باز پس‌گیری شیگانشینا، در تلاش بود تا قولی که به اروین داده را عملی و زیک را بکشد.

#### میکه
میکه (Mike) بعد از لیوای، بهترین کاپیتان لشکر پیشرو بود و حس بویایی و غریزهٔ بسیار قوی داشت و به همین علت زود متوجه خطر می‌شد. او هنگامی که تعدادی تایتان وارد دیوار رز شده بودند، فرماندهی لشکر پیشرو را بر عهده داشت و در آخر توسط تایتان میمون به شکلی فجیع کشته شد.

#### پترا رال
پترا رال (Petra Ral) مبارزی ماهر و رزم‌دیده در لشکر نیروهای پیشرو و دارای رکورد بالای کشتن تایتان‌ها بود. (۵۸ تایتان کشته که ۴۸ تای آن‌ها با همکاری تیمی و ۱۰ تای آن‌ها به‌تنهایی بوده است) در هنگام دفاع از ارن در جنگل درخت‌های غول‌آسا به طرزی بسیار تاسف‌بار کشته شد. (تایتان زن به او در هوا و هنگام مانور با چرخ‌دنده مانور سه‌بعدی ضربه زد و او پس از برخورد به درخت گردنش شکست و مرد) لیوای در هنگام تعقیب تایتان مؤنث، جسد او را دید. بعدها هنگام بازگشت به شهر تروست، پدر پترا سراغ او را از لیوای گرفت.

#### الد جین
الد جین (Eld Jinn) فرمانده جانشین در نیروهای ویژه لشکر پیشرو. او رفتاری آرام دارد و لیوای به او اعتماد دارد. او اولین نفری بود که در نیروهای ویژه به‌دست تایتان مؤنث کشته شد.

#### اولو بوسارد
اولو بوسارد (Oluo Bossard) سربازی با رکورد بالای کشتن تایتان‌ها. (۴۶ تایتان که ۳۹ تا را به تنهایی کشته بود) او سعی می‌کرد خود را به شکل لیوای نشان دهد و بسیار مغرور بود. او نیز به‌دست تایتان مؤنث کشته شد.

#### گونتر شولتز
گونتر شولتز (Günther Schultz) نیز رکورد بالایی در کشتن تایتان‌ها داشت (۴۷ تایتان) او نیز هنگام محافظت از ارن به‌دست تایتان مؤنث کشته شد.
نانابا
نانابا یکی از افراد واحد پیشاهنگ در جوخه مایک بود. او به همراه سه نفر دیگر مسئول حفاظت از واحد۱۰۴آموزشی بود. به محض حمله تایتان‌ها به دیوار رز او و افرادش و واحد۱۰۴شروع به خبر رسانی نمودند. سپس آنها دیوار رز را بررسی کردند اما شکافی پیدا نکردند. سپس زک یاگر در تایتان هیولا با تایتان‌های تحت فرمانش به نیروهای نانابا و واحد۱۰۴ که در قلعه ای مشغول استراحت بودند و انتظار حمله را نداشتند حمله کردند. نانابا و ۳جنگجوی دیگر به تایتان‌ها حمله کردند و تایتان‌های زیادی را از پای درآوردند به طوری که تعدادشان از دست خودشان خارج شد بی شک نانابا یکی از بهترین افراد واحد شناسایی مانند مایک و پترا بود. اما گاز کپسول آنها تمام و شمشیرهایشان شکست. ابتدا دوتا از جنگجویان در اثر پرتاب سنگ جان باختند که نانابا آنان را نجات داد. سپس سعی داشت یکی دیگر از همرزمانش را نجات دهد که در محاصره تایتان‌ها قرار گرفت و کشته شد. ابتدا پایش قطع شد سپس او را خوردند. او شوهری نداشت و یک پدر مادر داشت که به آنها احترام نمی‌گذاشت. در هنگام مرگش آن‌ها را صدا می‌زد. او دارای موی بلوند و چشمان مشکی بود و دارای قدرت بدنی بالا بود.

## پلیس نظامی
این واحد کمترین نیروهای ممکن را دارد. وظیفه این سربازان حفظ نظم و امنیت در درون دیوارهاست. سربازان این بخش عمدتاً بی‌اراده اما دارای مهارت بالایی برای نبرد با تایتان‌ها هستند. فساد مالی، ظلم به مردم عادی به دستور پادشاه، قاچاق دستگاه مانور سه بعدی از جمله ضعف‌های نیروی پلیس بوده. آنی لئونهارت برای مدتی تا پیش از کشف هویتش توسط آرمین در این پست خدمت می‌کرد.

## تایتان‌ها
تایتان‌ها (巨人 Kyojin)، شخصیت‌های مثبت داستان هستند. آن‌ها موجوداتی بزرگ شبیه به انسان‌های مذکر هستند که اندام‌های آن‌ها بیشتر اوقات نامتناسب با یکدیگر است. طول آن‌ها از ۳ تا ۱۵ متر متغیر است که استثناهایی با طول نزدیک به ۶۰ متر نیز در میان آن‌ها پیدا می‌شد که این استثنا برای همان غول عظیم الجثه است. هوش آن‌ها هم متغیر است اما بیشتر آن‌ها هوش بسیار پایینی داشته و تنها با غرش و جیغ می‌توانند با هم ارتباط برقرار کنند. دندان‌های بسیار و دهان بزرگی دارند. تایتان‌ها قدرت و سختی زیادی دارند و به راحتی می‌توانند آسیب‌ها و زخم‌ها وارد شده به خود را ترمیم کنند (حتی قطع بیشتر اعضا را در نزدیک به یک دقیقه ترمیم می‌کنند) و تنها نقطه‌ای که ضربه به آن باعث مرگشان می‌شود پشت گردن آن‌هاست. آن‌ها نسبت به اندازه و حجم خود سبک هستند و برای فعالیت به نور خورشید نیاز دارند. (استثناهایی نیز دیده شده است) آن‌ها علاقه زیادی به کشتن و خوردن انسان‌ها دارند اما این علاقه برای رفع گرسنگی نیست چون آن‌ها حتی دستگاه گوارش نیز ندارند (آنها در طی ۱۰۰ سالی که انسان‌ها دیوارها را ساخته بودنند آنها غذا نمی خوردنند) و پس از پر شدن شکم خود، باقی‌مانده بدن انسان‌ها را بیرون می‌ریزند. آن‌ها به حیوانات آسیبی نمی‌رسانند و به آن‌ها بی‌تفاوت هستند. تایتان‌ها دستگاه تولیدمثلی همچون انسان‌ها ندارند و به همین دلیل، نحوه تکثیر آن‌ها هنوز برای انسان‌ها نامشخص است که برای لو دادن موضوع داستان نوع تشکیل تایتان‌ها در اینجا ذکر نشده است. اجساد تایتان‌ها بلافاصله پس از مرگ به سرعت به بخار تبدیل می‌شود. دمای بدن تایتان‌ها بالاست. برخی از تایتان‌ها را غیرعادی که آنها را (奇行種 Kikō-shū)، (نا خالص) می‌نامند چون برخلاف دیگر تایتان‌ها عمل می‌کنند.
تایتان عظیم الجثه(超大型巨人 Chō-ōgata Kyojin) (Colossal Titan)
از نظر اندازه سومین تایتانی است که تا به حال دیده شده است. (با طولی نزدیک به ۶۰ متر) این تایتان اولین بار در سال ۸۴۵، در بیرون دیوار شهر شیگانشینا پدیدار شد و دروازه را نابود کرد که منجر به سقوط دیوار ماریا شد. این تایتان کسی را نخورده است و بدن آن شبیه به انسان است بدون هیچ پوستی و پیش و بعد از پدیدار شدن هیچ نوری ایجاد نمی‌کند. پس از ناپدیدشدن، ابری از بخار تولید می‌کند. این تایتان دوباره در سال ۸۵۰ پدیدار شد و پس از نابود کردن دروازه تروست (Trost)، توپخانه روی دیوار را درهم‌کوفت تا تایتان‌های کوچکتر بدون روبه‌رو شدن با مقاومتی از دیوار بگذرند. بعدها مشخص شد که این تایتان، همان برتولت هوور (Bertholdt Hoover)، از افراد فارغ‌التحصیل سپاه ۱۰۴ام است که بعدها او را به نوعی دستگیر کردند. آرمین آرلت که حالا تبدیل تایتان شده بود، برتولت را خورد و وارث غول عظیم الجثه شد.
تایتان زره پوش (鎧の巨人 Yoroi no Kyojin) (Armored Titan)
تایتانی غیرعادی و ۱۵ متری است که دروازه داخلی شهر شیگانشینا را نابود کرد و باعث شد که بقیه تایتان‌ها بتوانند به داخل دیوار ماریا نفوذ کنند و انسان‌ها مجبور به عقب‌نشینی به دیوار رز شدند. او هیکلی ورزشی دارد و می‌تواند به سرعت بدود. تمام بدن او به غیر از برخی مکان‌های آسیب‌پذیر همچون مفصل‌ها از لایه‌ای نفوذناپذیر و سخت پوشیده شده است. بعدها مشخص می‌شود که تایتان زرهی همان راینر براون است.
هاجیمه ایسایاما در پستی در وبلاگش گفته که بدن تایتان زرهی را از روی بدن کشتی‌گیر حرفه‌ای، براک لزنر طراحی کرده است.
تایتان مؤنث (女型の巨人 Megata no Kyojin)
تایتانی ۱۴ متری با ظاهر زن که پیش‌تر هیچ‌گاه دیده نشده‌بود. وی می‌تواند با خوردن بخشی از یک تایتان از او تقلید کند. او را اولین بار در حین مأموریت پیشروی افراد هنگ اکتشاف به سمت دیوار ماریا دیدند. هوش بسیار بالا و دانش بالایی از درگیری تن‌به‌تن دارد. قادر است بخش‌های از بدن خود را به صورت انتخابی سخت کرده و در برابر حملات مقاوم کند. او بیشتر افراد لشکر پیشرو را که دربرابرش بودند سلاخی کرد تا بتواند ارن را بدزدد اما موفق نشد. بعدها آرمین توانست هویت او را کشف کند و اثبات کند که او همان آنی لئونهارت است.
تایتان جانور (獣の巨人 Kemono no Kyojin)
تایتانی ۱۷ متری با ظاهری همچون میمون (چهره‌ای شبیه میمون)، بدنی پوشیده از مو و دست‌هایی دراز و باریک. او هوش بالایی دارد و می‌تواند به شیوایی، به زبان انسان‌ها سخن بگوید و با همان زبان هم به تایتان‌های عادی دیگر دستور دهد. همچون او قابلیت فعالیت در شب را دارد که تایتان‌های دیگر این قابلیت را ندارند. او از دیدن چرخ‌دنده مانور عمودی بسیار تعجب می‌کنند و چرخ‌دنده را از پشت میکه (یکی از افسران لشکران پیشرو) جدا می‌کند و پس از آن به تایتان‌های همراهش اجازه تا او را تکه‌تکه کنند. او می‌تواند از دیوار به راحتی بالا برود و سنگ‌های بزرگ را با دقت بالا به دوردست پرتاب کند. علاقه‌ای به خوردن انسان‌ها ندارد اما با خورده‌شدن آن‌ها به‌دست دیگر تایتان‌ها هم مشکلی ندارد. به گفته یمیر، باید رابطه‌ای بین او و راینر و برتولت وجود داشته باشد چون آن‌ها از دیدن تایتان جانور تعجب نکردند. هویت اصلی او زیک یگر برادر ناتنی ارن یگر است.
تایتان پنهان (幻の巨人 Maboroshi no Kyojin) (Hidden Titan)
میکاسا اولین‌بار این تایتان را در میان دیوار رز دید. این تایتان پوستی ندارد و به نظر می‌رسد در اندازه‌های تایتان غول‌پیکر باشد چون با اینکه بخش زیادی از دیوار خراب شده‌بود اما میکاسا تنها قسمتی از صورت او را توانست ببیند. آرمین این نظریه را بیان کرد که ممکن است دیوارها توسط قدرت کریستال‌های سخت تایتان‌ها ایجاد شده‌باشند.
سونی و بین (ソニーとビーン Sonī to Bīn) ("Sonny" and "Bean")
سونی و بین دو تایتان بودند که پس از بسته شدن سوراخ دیوار شهر تروست به‌دست ارن، توسط نیروهای ارتش زنده گرفته شدند تا بتوان بر روی آن‌ها تحقیق شود. آن‌ها اولین تایتان‌هایی بودند که انسان‌ها توانستند زنده دستگیر کنند. هانجی بر روی آن‌ها تحقیق کرد و از روی آن‌ها بود که فهمید تایتان‌ها برای فعالیت به نور خورشید احتیاج دارند. سونی بدون نور خورشید بی‌حال می‌شد اما بین هنوز کمی می‌توانست فعالیت داشته باشد. با وجود محافظت نیروهای مسلح از آنها، به‌دست آنی کشته شدند. در انیمه، هانجی گفته که آن‌ها از روی ساونی بین نامگذاری کرده، شخصی که رهبری قبیله‌ای را برعهده داشته که آدم‌ها را گرفته و می‌خوردند.
تایتانی که ایلسه دید (イルゼが遭遇した巨人 Iruze ga sōgū-shita Kyojin)
تایتانی که ایلسه لانگلار (Ilse Langnar) در میانی جنگلی دید. گفته شده که تایتان به او گفته «شخص ایمیر» (ユミルのたみ Yumiru no Tami) و «خانم ایمیر» (ユミルさま Yumiru-sama)، و پس از اینکه فهمیده او ایمیر نیست او را خورده است.
تایتان حمله کننده:
تایتان حمله کننده تایتان ارن و پدرش است که تایتانی خشن وبی رحم است که به‌گفتهٔ ارن گروگر (شخصی پیش از ارن و پدرش تایتان حمله کننده را داشت) تایتانی است که همیشه در پی آزادی بوده است.
قدرت تایتان مبارز دیدن خاطرات صاحبان قبلی و بعدی خود و دیدن گذشته و آینده است و یکی از ویژگی‌های مهم او که در اسم او هم دیده می‌شود او می‌تواند از قدرت خود برای حمله کردن استفاد کند و این ویژگی او را یکی از قوی‌ترین تایتان‌های اتک ان تایتان (حمله به تایتان) به شمار می‌رود. این تایتان یکی از نه تایتان اصلی داستان است.
تایتان ارابه‌:
این تایتان برای اولین بار در فصل سوم و در نبرد دیوار ماریا دیده شد. هدایت آن توسط یکی از جنگجویان به نام پیک است که توانست به خوبی زیک و راینر را از مرگ نجات دهد. این تایتان می‌تواند صحبت کند و توانایی حمل بارهای سنگین را دارد و همچنین پیک می‌تواند ماه‌ها به حالت تایتان ارابه بماند.
تایتان پتک:
(戦 槌 の 巨人، Sentsui no Kyojin) در فصل چهارم انیمه رونمایی شد. این تایتان ۱۵ متری می‌تواند با استفاده از گوشت سفت شده خود آن را به شکل‌ها و سلاح متفاوتی درآورد (از جمله پتکی بسیار بزرگ، کمان زنبورکی، شلاق و…)، و همچنین، سازه‌هایی را تولید کند. تایتان پتک برخلاف دیگر تایتان‌ها از طریق ضربه زدن به پشت گردن نمی‌میرد بلکه وقتی کاربر تایتان می‌خواهد تبدیل شود، بدن او از پاها شروع به تبدیل شدن می‌کند و یک کابل گوشتی زیر زمین ریشه می‌زند. با از بین بردن آن این تایتان به آرامی قوای خود را از دست داده و می‌میرد. این «کابل گوشتی» کوچک به کاربر اجازه می‌دهد تا فرم تایتانی را از خارج کنترل کند و تقریباً مانند تایتان مؤنث دارای قابلیت سخت شدن است که می‌تواند برای محافظت از اپراتور انسان در یک کریستال نیز محصور شود. تایتان پتکی قبلاً از طریق خانواده تایبار به ارث رسیده بود و در اختیار خواهرِ ویلی تایبار (لارا تایبار) بود. وقتی که لارا در فرم تایتانی، در طی نبرد لیبریو متلاشی و کشته شد، خون و مایعات بدن او توسط تایتان حمله کننده خورده شد و ارن یگر را به عنوان کاربر فعلی در اختیار گرفت.
تایتان بنیان‌گذار:
این تایتان اولین تایتان بین تمامی تایتان‌ها و بنیان‌گذار تایتان‌ها است. این تایتان در طی چند نسل به خواهر هیستوریا، فریدا ریس رسید. سپس صاحب تایتان حمله کننده، گریشا یگر با حمله به او این تایتان را از چنگش درآورد و در نهایت به پسرش ارن داد.

## جنگجویان مارلی

### راینر براون
راینر براون (Reiner Braun) وارث حال حاضر تایتان زرهپوش

### برتولت هوور
برتولت هوور (Bertholdt Hoover)وارث قبلی تایتان عظیم الجثه

### آنی لئونهارت
آنی لئونهارت (Annie Leonhart)
وارث حال حاضر تایتان مؤنث

### زیک یگر
زیک یگر (Zeke Yeager) وارث تایتان حیوانی

### مارسل گالیارد
مارسل گالیارد (Marcel Galliard) وارث تایتان آرواره (قبل از یمیر، پورکو و فالکو)

### پورکو گالیارد
پورکو گالیارد (Porco Galliard)وارث قبلی تایتان آرواره

### پیک فینگر
پیک فینگر (Pieck Finger)وارث حال حاضر تایتان ارابه

### گابی براون
گابی براون (Gabi Braun)
از کاندیدهای مارلی

### فالکو گرایس
فالکو گرایس (Falco Grice)
وارث حال حاضر تایتان آرواره

### کلت گرایس
کلت گرایس (Colt Grice) از کاندیدهای مارلی و برادر بزرگتر فالکو

### ادو
ادو (Udo)از کاندیدهای مارلی

### سوفیا
سوفیا (Sofia) از کاندیدهای مارلی

## شخصیت‌های فرعی

### گریشا یگر
گریشا یگر (Grisha Yeager): پدر ارن، همسر کارلا و قیم میکاسا. او پزشکی شناخته‌شده و مورد احترام در منطقه شیگانشینا بود. او توانسته با ساخت واکسن، مردم منطقه را از بیماری مسری خطرناکی نجات دهد.
گریشا از بیرون دیوارها آمده و اطلاعات بسیار مهمی داشته که آنها را در زیرزمین خانه اش در شهر شیگانشینا مخفی کرده است.

### ارن کروگر
ارن کروگر (Eren Kruger):او یکی از وارث‌های تایتان مبارز (تایتان ارن یگر و پدرش) بود که قدرت خود را به گریشا منتقل می‌کند. ارن کروگر قبلاً یکی از باعث‌های مرگ خواهر گریشا یگر بود.

### کارلا یگر
کارلا یگر (Carla Yeager): مادر ارن و نامادری میکاسا، او ارن و میکاسا را به یک اندازه دوست داشت. او با پیوستن ارن به نیروهای لشکر پیشرو مخالف بود و از میکاسا می‌خواست که نظر ارن را تغییر دهد. در ابتدای سری، او در خانه خود زیر آوار دیوار ماریا که با ضربه‌های تایتان غول‌پیکر فروریخته بود گرفتار شد. ارن و میکاسا کوشش کردند او را بیرون بیاورند ولی نتوانستند. هانس به کمک آن‌ها آمد و از آنجایی که قدرت کشتن تایتانی که به سمت آن‌ها می‌آمد را نداشت ارن و میکاسا را گرفته و از شهر بیرون برد. ارن در هنگام کشته شدن و خورده شدن مادرش به دست تایتان، تمام ماجرا می‌دید و در نکته‌ای که مادر ارن گیر افتاده بود دروغ گفت که پاهایش شکست او می‌خواست ارن و میکاسا فرار کنند.

### داینا فریتز
داینا فریتز (Dina Fritz): او تنها بازمانده خانواده سلطنتی الدیا در خارج از دیوار است و همسر اول گریشا یگر است. داینا و گریشا به هم علاقه‌مند شده و باهم ازدواج می‌کنند و صاحب فرزندی به نام زیک می‌شوند. داینا توسط نیروهای امنیتی مارلی تبدیل به تایتان می‌شود در آخر فصل سوم مشخص می‌شود داینا تایتانی بود که کارلا و هانس را خورد. ارن اولین بار در هنگام روبه‌رویی با داینا، که خون سلطنتی دارد، توانست قدرت تایتان بنیان‌گذار را فعال کرده جان همرزمانش را نجات بدهد. همچنین با دستور ارن تایتان‌های عادی به داینا حمله کرده و باعث مرگ اون شدند.

### کنی آکرمن
کنی آکرمن (Kenny Ackerman):یکی از سه بازمانده از خاندان اکرمن. او دوست پادشاه ریس بود و تا زمان مرگ پادشاه به او خدمت می‌کرد. کنی به کنی قاتل معروف بوده مهارت زیادی در تیراندازی و چاقو کشی دارد. او دایی لیوای است. هنگامی که برای دیدن خواهرش کوشل رفته بود با جسد پوسیده خواهرش و لیوای ضعیف و بی‌جان روبه‌رو شد. او به لیوای غذا داد و به اون مهارت‌های خود را آموخت، بعد از اینکه از مهارت لیوای مطمئن شد او را به صورت ناگهانی و بی‌خبر ترک کرد. او در جریان از ریزش کلیسای زیر زمین خانواده ریس مجروح شد. در آخرین لحظات عمرش نسبت خود با لیوای را فاش کرد و ماده نخاعی تایتان‌ها را به اون داد.

### مارلو
مارلو (Marlo): مارلو ابتدا عضو پلیس نظامی بود و بسیار وظیفه‌شناس، شرافت مند. وی سعی داشت با گرفتن ترفیع در پلیس نظامی که غرق فساد بود تغییر ایجاد کند. او طی اتفاقاتی به جوخه لیوای کمک می‌کند و سپس عضو لشکر پیشرو می‌شود و در نبرد باز پسگیری دیوار ماریا توسط تایتان میمون کشته می‌شود او همچنین به هیچ هم رزمش علاقه‌مند بود.

### یلنا
یلنا (Yelena) یلنا زنی قد بلند با موهای بلوند است. او در کار با اسلحه مهارت دارد و شجاع و مرموز است. او در اصل مارلیایی بوده و به دستور زیک به پارادایس آمد. او به همه گفت که سرزمینش تحت تصرف مارلی قرار گرفته و قصد انتقام و رهایی از مارلی را دارد. او خود را شخصی دوستدار پارادایس اعلام کرد. وی به دولت پارادایس خیانت کرد و از ارن یگر حمایت کرد تا ارن و زیک نقشه خود را اجرا کنند.

### اونیان‌کوپون
اونیانکوپون(Onyankopon):
اونیان‌کوپون فردی است که هنگام حمله به لیبریو متحد هنگ اکتشاف بود. وی به دنبال دستورهای هانجی زوئه برای پیشاهنگی‌ها از یک ناو هواپیمابر خلبان می‌شود تا در عقب‌نشینی خود از آنها استفاده کنند. اونیان‌کوپون تنها فرد سیاه‌پوست داستان است و موهای سیاه و کوتاه شده‌ای دارد. به نظر می‌رسد او دارای تناسب اندام عالی است، همان‌طور که بازوها و شانه‌های بزرگش دیده می‌شود. او یک لباس نظامی از مارلی با دو راه راه مشکی که از پایین‌تنه پایین می‌آید می‌پوشد. در سال ۸۵۴، هنگام حمله هنگ اکنشاف به لیبریو، اونیان‌کوپون در عقب‌نشینی نیروهای هنگ شرکت می‌کند، به عنوان خلبان کشتی هوایی خدمت می‌کند و پس از تخریب بندر مارلیان، آرمین آرلت را بعد از عملیات سوار می‌کند. او به چراغ‌هایی که در اطراف منطقه داخلی تعبیه شده‌اند و به عنوان راهی برای فرار آنها عمل می‌کند، ادامه می‌دهد و به هانجی از توانایی‌های خلبانی خود اطمینان می‌دهد.